# Goniothalamus clemensii
Goniothalamus clemensii este o specie de plante din genul Goniothalamus, familia Annonaceae, descrisă de Nguyên Tiên Bân. Conform Catalogue of Life specia Goniothalamus clemensii nu are subspecii cunoscute.